# Karl Schwantag
Karl Schwantag (* 23. März 1912 in Sprottau; † 2. Dezember 1991 in Wiesbaden) war ein deutscher Ökonom.

## Leben
Er studierte an der Handelshochschule Königsberg (1931–1932) an der TU München (1932–1935) und Universität Frankfurt am Main (1932–1935), wo er von 1935 bis 1936 Assistent bei Julius August Fritz Schmidt war. Nach der Promotion bei Julius August Fritz Schmidt 1939 in Frankfurt am Main und der Habilitation 1943 ebenda lehrte er dort von 1947 bis 1949 als Privatdozent. Von 1949 bis 1960 war er Professor für Statistik an der Universität Mainz und von 1960 bis 1980 als Professor für Betriebswirtschaftslehre in Mainz.

## Schriften (Auswahl)
- Leitsätze für die Preisermittlung auf Grund der Selbstkosten bei Leistungen für öffentliche Auftraggeber (LSÖ) Erläuterung und Würdigung ihres betriebswirtschaftlichen Inhalts. Hamburg 1939, OCLC 72602217.
- mit Erich Wagner: Wie ermittelt der Betrieb das betriebsnotwendige Kapital und die verbrauchsbedingte Abschreibung? Erläutert anhand von 30 Beispielen aus der Praxis und 2 Schaubildern. Hamburg 1942, OCLC 12537249.
- Zins und Kapital in der Kostenrechnung. Bad Oeynhausen 1948, OCLC 917946954.
- mit Hellmut Nicklisch: Kosten und Erträge in der Gaswirtschaft 1950/1951. Gas-Enquête. Gutachten. Frankfurt am Main 1952, OCLC 73594806.